# Jedlinka
Jedlinka (in ungherese Borókás, in tedesco Tannendorf) è un comune della Slovacchia facente parte del distretto di Bardejov, nella regione di Prešov.

## Storia
Il villaggio viene citato per la prima volta nel 1567 quale località appartenente alla Signoria di Makovica.